# Michel Hanniet
Michel Hanniet, né le 17 janvier 1941 à Crépy-en-Valois, est un scénariste et écrivain français.

## Biographie
Appelé à faire son service militaire pendant la Guerre d'Algérie, Michel Hanniet se déclare réfractaire à la lutte armée contre le peuple algérien.

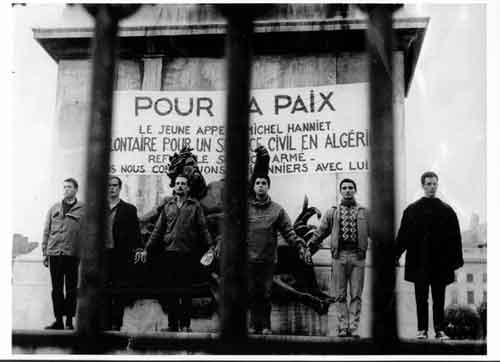
Place Bellecour à Lyon en 1961, six volontaires de l'Action civique non-violente se sont enchainés, et déclarent vouloir être traités chacun comme Michel Hanniet

 Le 26 janvier 1962, il est condamné à deux ans de prison pour insoumission et refus d’obéissance par le Tribunal permanent des forces armées de Lyon,. Le 20 février 1970, il adresse avec Maurice Montet et Jacques Moreau une lettre au Ministre de la Défense nationale pour annoncer l'autodafé de leurs livrets militaires afin de se désolidariser de la politique militaire.
Il adhère au Mouvement contre l'armement atomique et est membre du bureau national du Mouvement pour le désarmement, la paix et la liberté.
Ayant pris sa carte de citoyen du monde, il rejoint l’Internationale des résistants à la guerre où il fait la connaissance de Théodore Monod qui, plus tard, sera l’initiateur et le président du Groupe de Recherche pour l'Identification et l'Exploration de l’Épave de La Méduse. En 1981, l’épave de la frégate La Méduse est retrouvée dans les hauts fonds du Banc d'Arguin. Passionné par cette découverte et le potentiel cinématographique de l’histoire de ce naufrage, Michel Hanniet reprend contact avec Théodore Monod. Grâce à son soutien amical, il se lance dans l’écriture d’un scénario sur ce sujet. Bien que remarqué par le jury du Grand Prix du Meilleur Scénariste, le projet ne trouve pas de producteur. Cependant Hubert Nyssen lui propose d’en tirer la matière d’un livre qui sera édité par Actes Sud sous le titre « La véridique histoire des naufragés de la Méduse ».
En 1991, l’année du bicentenaire de la naissance de Géricault, Michel Hanniet devient un des intervenants au Louvre du Colloque Géricault. Pour le Centre National de Documentation Pédagogique il produit un dossier sur le radeau de La Méduse. En 1996, il devient membre de la SACD (Société des auteurs et compositeurs dramatiques) pour son adaptation radiophonique de "La véridique histoire des naufragés de La Méduse" diffusée sur France Culture en 1997. En 2006, puis en 2016, poursuivant inlassablement ses recherches de documents inédits conservés par des descendants de naufragés, il en publie le fruit dans deux autres ouvrages publiés aux éditions L’Ancre de marine.
Après avoir conçu une adaptation cinématographique d’un roman de Raymond Jean ayant pour sujet la grande peste de Marseille en 1720, Michel Hanniet s’est consacré à l’écriture d’une série où son imagination a fertilisé le peu de données historiques qui concernent L’odyssée de La Kahina, ce qui l’a amené à se rendre plusieurs fois en Algérie et notamment dans les Aurès, haut-lieu de la résistance berbère à la conquête du Maghreb par les Arabes.

## Œuvres
- Michel Hanniet, Insoumission et refus d'obéissance : un ancien réfractaire à la guerre d'Algérie passé à la question cinquante ans plus tard, Châteauroux-les-Alpes, Éditions Les Tilleuls du Square - Gros textes, 122 p. (ISBN 978-2-35082-351-5 et 2350823512, OCLC 1028975704, lire en ligne)
- Le Naufrage de La Méduse : paroles de rescapés, Louviers, Éd. L’Ancre de marine, 2006, 489 p., in-8° (ISBN 2-84141-210-5). — Travail partiellement basé sur des témoignages inédits. Bibliogr., filmogr., index.
- Le Naufrage de La Méduse, 1816-2016 : des causes du naufrage à ses conséquences politiques…  (avec la collab. de Françoise Tavernier), Saint-Malo, Éd. L’Ancre de marine, 2016, 437 p., in-8° (ISBN 978-2-84141-365-2). — Contient des doc. inédits, une bibliogr. et un index.
- Le Radeau de La Méduse : dossier, Paris, Éd. C.N.D.P., coll. « Textes et documents pour la classe » (no 593), 1991, 31 p., in-4°.
- La Véridique histoire des naufragés de La Méduse, Arles, Éd. Actes Sud, 1991, 606 p., in-8° (ISBN 2-86869-593-0). — Contient un choix de doc., une bibliogr. et un index.